# 美丽通泉草
美丽通泉草（学名：Mazus pulchellus）为玄参科通泉草属下的一个种。

## 扩展阅读
- 維基物種上的相關：美丽通泉草